# Sangu (Taplejung)
Sangu – gaun wikas samiti we wschodniej części Nepalu w strefie Meći w dystrykcie Taplejung. Według nepalskiego spisu powszechnego z 2001 roku liczył on 730 gospodarstw domowych i 4087 mieszkańców (2056 kobiet i 2031 mężczyzn).